# Öregrund
Öregrund je grad u općini Östhammar u švedskoj županiji Uppsala, smjestio se na obalama Baltičkog mora.

## Stanovništvo
Prema podacima o broju stanovnika iz 2005. godine u gradu živi 1.552 stanovnika.

## Vanjske poveznice
- Informacije o gradu  Arhivirana inačica izvorne stranice od 24. travnja 2018. (Wayback Machine)

### Ostali projekti
|  | Zajednički poslužitelj ima još gradiva o temi Öregrund |